# Doratogonus stephensi
Doratogonus stephensi é uma espécie de milípede da família Spirostreptidae.
Pode ser encontrada nos seguintes países: Botswana, África do Sul e Zimbabwe.